# М'янма на літніх Олімпійських іграх 2012
М'янму на літніх Олімпійських ігор 2012 представляли 6 спортсменів у 5 видах спорту.

## Академічне веслування
Жінки
| Спортсмени   | Дисципліна | Відбіркові заїзди | Відбіркові заїзди | Втішний заїзд | Втішний заїзд | Чвертьфінали | Чвертьфінали | Півфінали | Півфінали | Фінал   | Фінал |
| Спортсмени   | Дисципліна | Час               | Місце             | Час           | Місце         | Час          | Місце        | Час       | Місце     | Час     | Місце |
| ------------ | ---------- | ----------------- | ----------------- | ------------- | ------------- | ------------ | ------------ | --------- | --------- | ------- | ----- |
| Шве Зін Латт | Одиночки   | 8:10.15           | 5                 | 8:09.59       | 3             | Н/Д          | Н/Д          | Н/Д       | Н/Д       | 8:56.06 | 28    |